# Sidi Daoud
Sidi Daoud (en àrab سيدي داود, Sīdī Dāwud; en amazic ⵙⵉⴷⵉ ⴷⴰⵡⴷ) és una comuna rural de la província de Moulay Yaâcoub, a la regió de Fes-Meknès, al Marroc. Segons el cens de 2014 tenia una població total de 12.771 persones.